# Biston brevipennata
Biston brevipennata är en fjärilsart som beskrevs av Inoue 1982. Biston brevipennata ingår i släktet Biston och familjen mätare. Inga underarter finns listade i Catalogue of Life.

## Bildgalleri

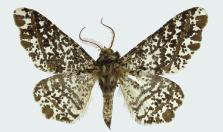